# Пападопулос, Дионисиос
Дионисиос Пападопулос (греч.  Διονύσιος Παπαδόπουλος , Амфитеа Мессини 1858 — 6 февраля 1922) — генерал-лейтенант греческой армии. 
Охарактеризован историком Солоном Григориадисом как “одна из самых героических фигур Балканских войн”:98.
Единственный офицер греческой армии получивший в «течение одной ночи» звание генерал-майора, а затем звание генерал-лейтенанта:493:169. 

## Первая Балканская война
Дионисий Пападопулос родился в 1858 году в селе Амфитеа (сегодня в черте города Мессини). 
Добровольцем вступил рядовым пехотинцем в греческую армию 20 сентября 1880 года. Учился в училище унтер-офицеров:203 и 22 сентября 1885 года получил звание младшего лейтенанта пехоты. 
В Первую Балканскую войну возглавил 1/38 гвардейский полк эвзонов (1-й гвардейский полк эвзонов, он же в составе армии 38-й пехотный полк) который под его командованием покрыл себя славой как в Первую, так и во Вторую Балканские войны (1912-13). 
Командуя своим полком отличился уже в первом бою, в сражении при Сарантопоро. 
Вновь отличился в сражении при Яннице, победа в котором открыла греческой армии дорогу к македонской столице, городу Фессалоники. 
Пападопулос и его полк стали героями этого сражения, пленив турецкую артиллерийскую батарею в 14 орудий:247:327. 
После освобождения Салоник, полк был послан на освобождение Западной Македонии и прошёл маршем до городов Флорина и Корча. 

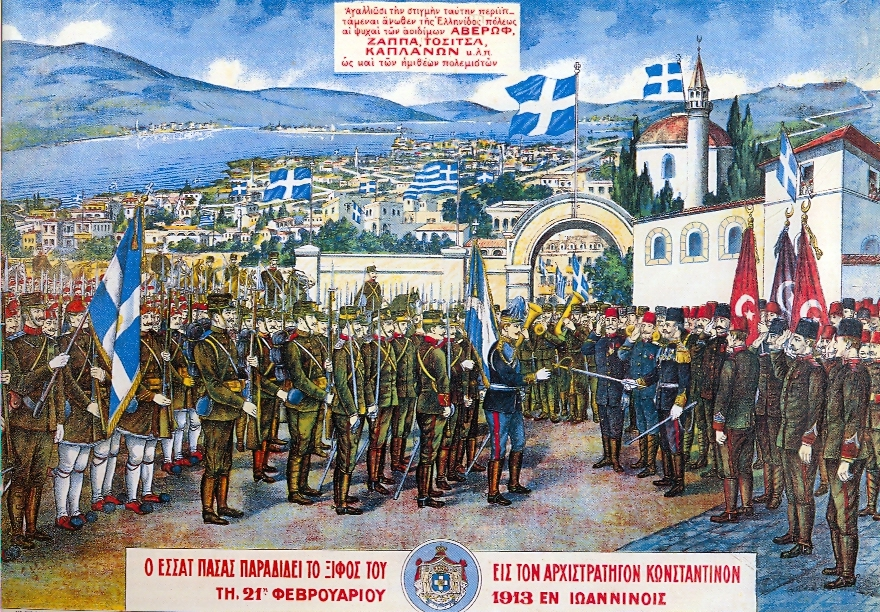
Церемония официальной сдачи Янин турками греческому командованию. Слева строй эвзонов.

Впоследствии полк был переброшен морем на фронт Эпира и принял участие в десантной операции по освобождению города Превеза в составе ΙV дивизии. 
Последовало тяжёлое сражение за освобождение города Янина, где полк Пападопулоса одним из первых прорвал турецкую оборону 20 февраля/5 марта 1913 года:330 и вечером того же дня первым вышел к пригородам города:103. 
На следующий день, 21 февраля/6 марта последовала официальная капитуляция турецкой армии Эпира (33 тысяч солдат и офицеров), 

## Вторая Балканская война

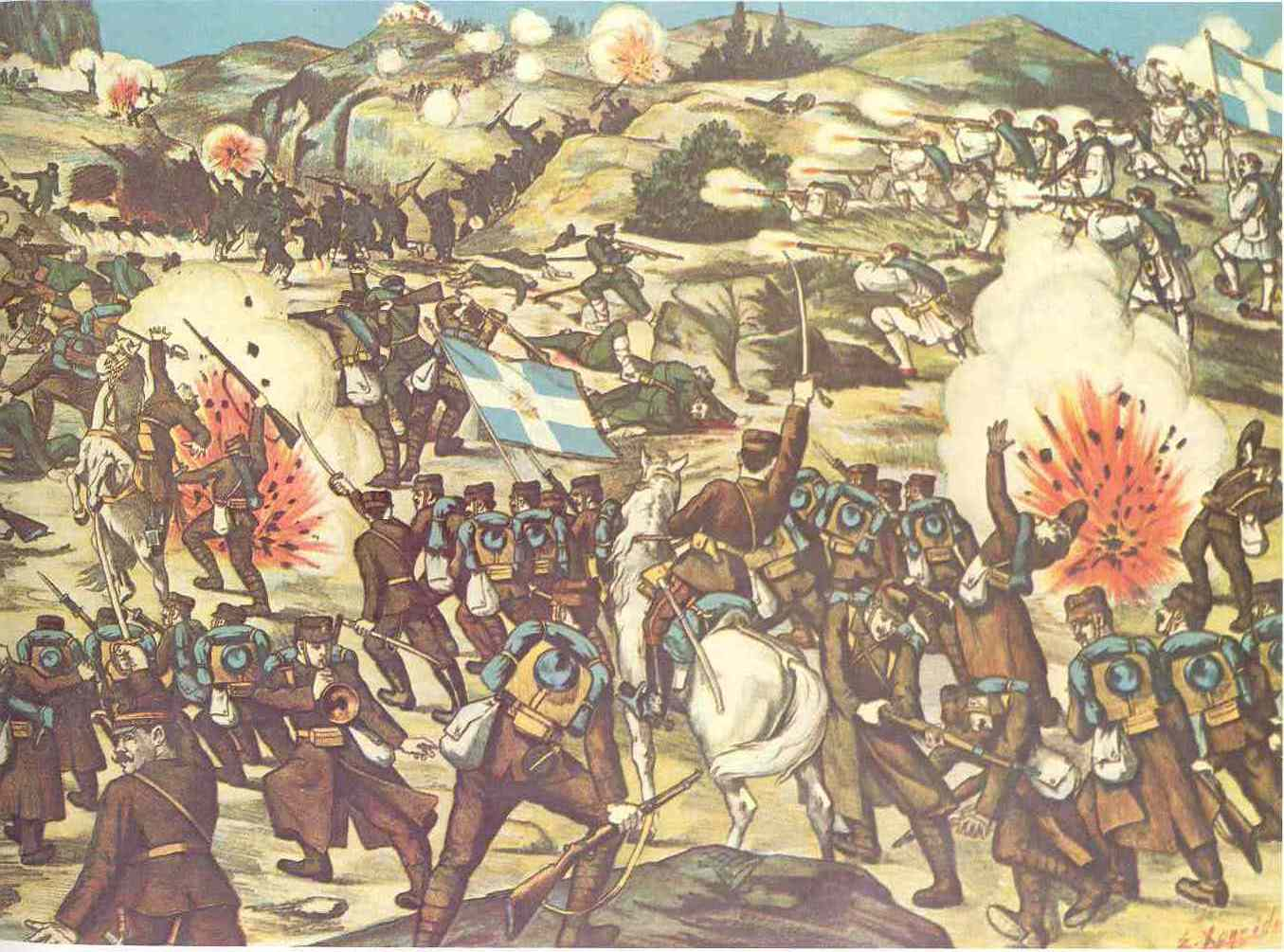
Литография Сотириса Христидиса, Взятие высот Лаханаса.

С началом Второй Балканской войны, против болгар, полк Пападопулоса, в составе IV дивизии принял участие в греческой победе при Килкисе ( в секторе Лахана). 
В этом бою 1/38 полк эвзонов Пападопулоса отличился своей штыковой атакой:159. 
Эту атаку 6 рот полка непосредственно возглавил майор И. Велиссариу. 
Т. Пангалос, который в качестве связного штаба армии в этот момент находился при Пападопулосе, в своих мемуарах красочно описывает эту атаку: «Сверкающие на солнце штыки, стальной лентой стремительно приближались к болгарским окопам. По мере их приближения началось бегство болгар»:161. 
После взятия высот Лаханаса, полк Пападопулоса продолжил наступление в направлении Ветрина и Сидирокастро (Демир Хисар). 

### Кресненское ущелье
Греческая армия вошла в Кресненское ущелье и в результате трёхдневных боёв 8-11 июля подошла к северному выходу из него, создав непосредственную угрозу болгарской столице. 
Пользуясь пассивностью союзников Греции, сербов, болгарское командование перебросило свою 1-ю армию с сербского фронта на греческий и силами 1-й и 2-й армий перешло в контрнаступление на выходе из ущелья, с целью окружить греческую армию. 
Сражение продолжилось 11 дней, с 8 по 18 июля. Греческий командующий, король Константин, видя, что ему противостоят части, прибывшие с сербского фронта, пытался убедить сербов перейти в наступление ввиду ослабления болгарских войск на их участке фронта, но сербы, испытывая дипломатическое давление со стороны России и Австро-Венгрии, а также не надеясь более выиграть что-либо, остались пассивными. 
Тем временем 6-я греческая дивизия, под командованием полковника Делаграмматикаса 13-14 июля вела в р-не Ореново сражение, которое, по свидетельству Т. Пангалоса, «было самым жестоким и кровавым из всех сражений, данных греческой армии в ходе Балканских войн» :164. 

### Высота 1738

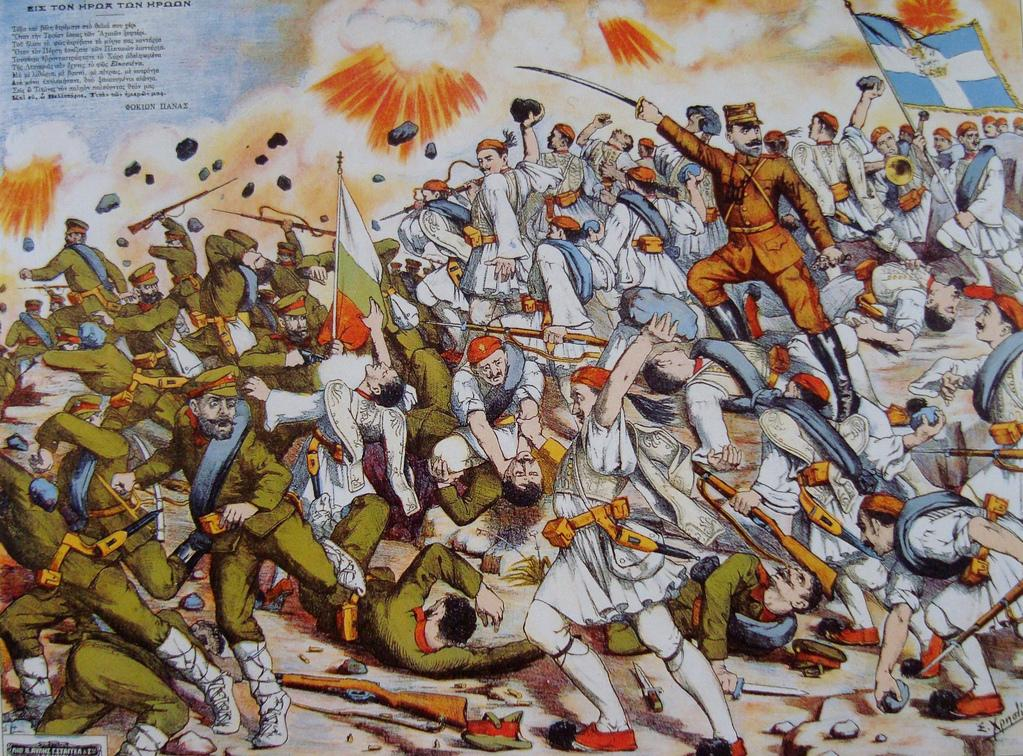
Последний бой Велиссариу. Литография С. Христидиса.

Эпицентром сражения в р-не Ореново стала высота 1738, взятие которой было возложено на 1/38 полк Пападопулоса. С болгарской стороны в бой был брошен царский гвардейский полк. Дуэль гвардейских полков привела к их взаимоуничтожению. 
Лучше всего бой характеризуют сообщения передаваемые Пападопулосом комдиву Делаграмматикасу: “Остаюсь один, только с 2 батальонами. Враг, получив подкрепления произвёл штыковую атаку. Приказал штыковую контратаку. 12.7.2013, 19:15, Пападопулос”. 
“Бой продолжился до ночи. Вражеская артиллерия нанесла нам тяжелейшие потери Батальон Колокотрониса полностью пал. Убиты майоры Колокотронис и  Велиссариу. 12.7.1913, 21:40”. 
“Враг, получив подкрепления, произвёл сегодня многократные атаки, которые были отражены, к сожалению с большими потерями наших лучших людей...Опасаюсь неблагоприятного исхода. 13.7.1913, 8:30”. 
“Понёс большие потери офицеров и рядовых. Не располагаю никакими резервами. Первый полк эвзонов, в силу недостатка офицеров и рядовых, свёрнут в батальон. 14.7.1913, 18:00”. 
“Враг, атакуя большими силами, уничтожил полностью 9-й батальон эвзонов, немногие выжившие отошли. С остатками сил полка удерживаю позиции. Общая сила полка не превышает батальон. 14.7.1913, 13:40”. 
“Удерживаем высоты слева от ущелья. Заняли также господствующий пункт на выходе из ущелья. Полностью потеряли офицеров. Сегодняшняя сила 9-го батальона один лейтенант и 75 рядовых. Перед болгарскими окопами, 14.7.1913, 20:30”. 
Прибытие и атака 7-й греческой дивизии позволили опрокинуть позиции болгар, и утром 15/28 июля высота без боя была занята вновь прибывшими войсками и остатками полка эвзонов. 
Ночью болгарские войска отступили на север, тем самым открыв дорогу на Горну Джумаю, которая и была занята греческой армией на следующий день.
Но 1/38 полка эвзонов в действительности уже не существовало. 
Как писал Т. Пангалос, полк “холокостом закончил свою славную историю на старой болгарской границе”. 
За 2 дня боёв, из 40 офицеров в строю осталось 9, были убиты 3 командира батальонов, убиты или ранены все командиры рот. Потери полка в живой силе превысили 50 %:164. 
Погибли майор Велиссариу, гордость греческой армии, прозванный «Чёрным всадником» и прославленные майоры Колокотронис, Иатридис и Георгулис. 
Примечательно, что сам Пападопулос вышел из этого боя без ранения:166.

## Соратники и историки о Дионисии Пападопулосе
Т Герозисис пишет, что Пападопулос, как и многие другие ему подобные офицеры, были под глубоким влиянием традиций бойцов Греческой революции (1821-1829), и как те бойцы был настоящим христианином. Во время штыковой атаки, которую он возглавил сам, он увидел распластавшегося на земле эвзона. Решив что гвардеец струсил, он пнул его несколько раз, но убедился, что тот мёртв. Невзирая на огонь, он склонил колено перед убитым и попросил прощения у убитого. Он всегда лично брал на себя заботу о достойном захоронении убитых и не скрывал слёзы о погибших “своих детях”:493. 
Т.Пангалос свидетельствует о том как Пападопулос знал своих бойцов и относился к ним. 
В первую Балканскую, на фронте Эпира (в Аэторахи 7 января 1913 года), Пападопулос, в сопровождении Пангалоса решил отправиться на позицию майора Велиссариу, но им препятствовал огонь с двух турецких пулемётных точек. Он вызвал сержанта Теодора Гутаса, того самого сержанта, который при Янница захватил турецкую батарею. 
Пападопулос заявил сержанту “эти пулемёты мне мешают” и тот ответил “будет сделано”. Пангалос видя перед собой худого бойца невысокого роста высказал сомнение. Пападопулос заверил, “он выполнит”. Гутас действительно уничтожил эти две точки. Но Гутас пал жетрвой своего благородства. После того как раненный турок попросил воды, Гутас склонился над ним с фляжкой в руке и турок исподтишка выстрелил в него. Умирая, Гутас успел заколоть турка штыком. Узнав о смерти своего любимца, Пападопулос, невзирая на опасность, прибежал на место гибели подло убитого героя, поцеловал погибщего в лоб и, перекрестившись, попросил у него прощения:99. 
Однако Пападопулос, прославившись на полях сражений и почитаемый своими солдатами, был скромным офицером. Он имел все предпосылки для продвижения по службе, но не имел благосклонности офицеров из окружения короля. К тому же он был выпускником училища унтер-офицеров и не имел юридических оснований опротестовать решения о продвижениях:213. 

## После Балканских войн
По завершении Балканских войн Дионисий Пападопулос остался в звании полковника (по другим источникам был повышен в звание полковника “за проявленное мужество”) и принял командование 3-м пехотным полком в городе Халкис. 
“Этот Эант, всегда остававшийся легендарным для народа”, как пишет С. Григориадис, был оставлен в звании полковника, с которым и был демобилизован, в силу того что “столкнулся с несколькими штабистами и потому что происходил непосредственно из армии”:167. 

## Запоздалые повышения
В 1917 году, когда Греция уже вступила в Первую мировую войну, премьер министр Э. Венизелос узнал от Т. Пангалоса, что полковник Дионисий Пападопулос был тяжело болен (Согласно С. Григориадису, “был на смертном одре”). 
Новость была печальной, но Венизелос был удивлён тем, что Пападопулос оставался в звании полковника. Венизелос был не только политиком, он был революционером и воином.
Он помнил о подвигах и военных заслугах этого скромного офицера. “В одну ночь”, двумя последовательными указами, полковник Пападопулос был повышен в звание генерал-майора, а затем генерал-лейтенанта:169. 
Герозисис пишет, что это был единственный случай в истории современной греческой армии и что это напоминает повышения офицеров армии Наполеона и армии северян в американской гражданской войне:493. 
Случай с полковником Пападопулосом и некоторые другие аналогичные случаи подтолкнули Венизелоса провести “Закон о мужестве и немедленного присвоения знаков различия”:494. 
С. Григориадис пишет, что генерал-лейтенант Дионисий Пападопулос умер вскоре после присвоения ему звания, в том же, 1917 году, что вероятно соответствует действительности:169. 
Газета сегодняшнего училища унтер-офицеров подтверждает присвоение ему двух званий в 1917 году, но указывает датой его смерти 6 февраля 1922 года. 
Выпуск 2016 года училища унтер-офицеров получил имя “Класс генерал-лейтенанта Дионисия Пападопулоса”.